# Benjamin Brain
Benjamin Brain (* 1753; † 8. April 1794) war ein englischer Boxer in der Bare-knuckle-Ära. 
Er hatte eine 20-jährige Karriere und wurde im Jahre 1994 in die International Boxing Hall of Fame aufgenommen.